# الفريسة (فلم)
الفريسة هو فيلم دراما مصري مبني على مسرحية عربة اسمها الرغبة للكاتب الأمريكي تينيسي وليامز. الفيلم من إخراج عثمان شكري سليم وبطولة سهير رمزي، فاروق الفيشاوي، سماح أنور ومحمود الجندي.
الفيلم هو أول فيلم يخرجه عثمان شكري سليم.

## نبذة
عثمان ثري عجوز، تعيش معه ابنتاه أحلام ونشوى، تتزوج أحلام من طارق الذي ينتحر لعجزه الجنسىي فيحرق رضوان والد طارق مصنع عثمان انتقامًا لموت ابنه، ينهار الأب ويعلن إفلاسه ويموت من شدة الصدمة، تتزوج نشوى من عامر الذي يعمل سائقًا لسيارة والدها ويعيش الاثنان معًا، تقع أحلام فريسة لعدة رجال حتى تسوء سمعتها، تذهب أحلام لأختها نشوى ويحاول عامر هو الأخر الاعتداء عليها.

## طاقم العمل
- سهير رمزي بدور أحلام
- فاروق الفيشاوي بدور عامر
- سماح أنور بدور نشوى
- محمود الجندي بدور صلاح

## وصلات خارجية
- مقالات تستعمل روابط فنية بلا صلة مع ويكي بيانات
- الفريسة على موقع الدهليز